# 10-es vízibusz (Velence)
A velencei 10-es jelzésű vízibusz a Lido és a Zattere között közlekedik. A viszonylatot az ACTV üzemelteti.

## Története
Az egykori 10-es vízibusz eredetileg a San Zaccaria és Sacca Sessola sziget között közlekedett, de néhány évvel az indulása után a szigeten található tüdőszanatóriumot bezárták, ezért a járat lerövidült, és csak a Santa Clemente szigetig járt. Mivel a többi szigeten található kórházakat (Grazia: fertőző betegek; Santa Clemente: női pszichiátria) is bezárták, 2000-ben a járat is megszűnt.
2011-ben újraindították a járatot, de teljesen más útvonalon, a Lido és Zatterre között.
A 10-es járat története:
| Időszak     | Járat- szám | Megállók                                                                                      |
| ----------- | ----------- | --------------------------------------------------------------------------------------------- |
| 1978 – 1987 | 10          | San Zaccaria (Monumento Vittorio Emanuele) – Grazie – Santa Clemente – Sacca Sessola          |
| 1988 – 2000 | 10          | San Zaccaria (Monumento Vittorio Emanuele) – Grazie – Santa Clemente                          |
| 2011 – 2014 | 10          | Lido, Santa Maria Elisabetta – San Zaccaria (Danieli) – San Marco (Giardinetti) – Zattere     |
| 2014 – ma   | 10          | Lido, Santa Maria Elisabetta – San Marco Giardinetti – Zattere – Lido, Santa Maria Elisabetta |

## Megállóhelyei
| sz. | idő (perc) | megállóhely neve             | átszállási kapcsolatok                                                                                         | látnivalók                                                                    |
| --- | ---------- | ---------------------------- | --- | ----------------------------------------------------------------------------- |
| 0   | 0          | Lido, Santa Maria Elisabetta | 1, 2, 5.1, 5.2, 6, 8, 14, 18, N, Alilaguna B, Alilaguna R, Alilaguna V; Lido buszok: 11, A, B, C, N, V         | Santa Maria Elisabetta                                                        |
| 1   | 15         | San Marco Giardinetti        | 1, 2, N, Alilaguna A, Alilaguna B, Alilaguna R, Alilaguna V, Arlecchino, Brighella, Pantallone                 | Szent Márk tér, Dózsepalota, Harry's Bar, Palazzo Giustinian, Palazzo Tiepolo |
| 2   | 21         | Zattere                      | 2, 5.1, 5.2, 6, 8, N, Alilaguna B, Alilaguna V, Carnevale all’Arsenale, Circolare LineafusinA / 16, Pantallone | Zattere, Gesuati, Santa Maria della Visitazione                               |
| 3   | 39         | Lido, Santa Maria Elisabetta | 1, 2, 5.1, 5.2, 6, 8, 14, 18, N, Alilaguna B, Alilaguna R, Alilaguna V; Lido buszok: 11, A, B, C, N, V         | Santa Maria Elisabetta                                                        |

Megjegyzés: A dőlttel szedett járatszámok időszakos (nyári) járatokat jelölnek.